# Martinus Osendarp
Martinus Bernardus „Tinus” Osendarp (ur. 21 maja 1916 w Delfcie, zm. 20 czerwca 2002 w Heerlen) – holenderski lekkoatleta, sprinter, medalista olimpijski i mistrz Europy.
Osendarp zdobył dwa brązowe medale na Igrzyskach Olimpijskich w Berlinie w 1936 w biegu na 100 metrów i 200 metrów. Miał również szanse na kolejny medal w sztafecie 4 × 100 metrów, ale podczas zmiany zgubił pałeczkę.
Zdobywał również medale mistrzostw Europy:
- w 1934 - dwa brązowe na 200 metrów i w sztafecie 4 × 100 metrów,
- w 1938 - dwa złote na 100 i 200 metrów.

Podczas II wojny światowej, w czasie niemieckiej okupacji Holandii Osendarp, który był policjantem, współpracował z niemieckimi służbami specjalnymi, a później był członkiem holenderskiej partii narodowosocjalistycznej NSB oraz SS. W 1948 za swoją działalność w czasie wojny został skazany na karę więzienia, w którym przebywał do 1952. Po wyjściu z więzienia pracował jako górnik w kopalniach w Limburgii.